# FK TSC Bačka Topola
FK TSC je nogometni klub iz Bačke Topole, Srbija. Trenutno se natječe u Superligi Srbije. Klub se po prvi put u svojoj povijesti plasirao u najviši razred srbijanskog nogometa u sezoni 2018./19., kada je završio na prvom mjestu Prve lige Srbije.

## Ime
„TSC“ predstavlja akronim od prvog imena kluba „Topolyai Sport Club“ odnosno „Topolski sportski klub“ kako u prijevodu glasi prvo ime kluba. Današnje službeno ime je „TSC“ a ne „Topolski sportski klub“ ili „Topolski sportski club“, iako akronim vodi porijeklo od tog naziva.
Tijekom svoje povijesti, klub je više puta mijenjao svoje ime. Na početku 1920., klub mijenja naziv iz „TSK“ (Topolski sportski klub) u „JAK“ (Jugoslovenski atletski klub). Poslije Drugog svjetskog rata, klub mijenja naziv u „Eđseg“, a 1951. u „Topola". Godine 1974., nakon spajanja s FK Panonijom, nastaje FK „AIK Bačka Topola“. Godine 2005. ime mijenja u FK Bačka Topola. Povodom proslave 100 godina od osnivanja kluba, 2013. donesena je odluka da se umjesto tadašnjeg promijeni ime u TSC. Tim imenom je i klub danas registriran u Srbijanskom nogometnom savezu.
- 1913. – 1930.: Topolaj sportski klub
- 1930. – 1942.: Jugoslovenski atletski klub Bačka Topola
- 1942. – 1945.: Topolaj SE
- 1945. – 1951.: FK Jedinstvo ili Eđseg (mađarski: Egység)
- 1951. – 1974.: FK Topola
- 1974. – 2005.: FK AIK Bačka Topola
- 2005. – 2013.: FK Bačka Topola
- 2013. – danas: FK TSC Bačka Topola

## Povijest
Prvi nogometni klub u Bačkoj Topoli formiran je 1912., a službeno postoji od 1913. godine kao „Topolyai Sport Club“. 
Klupske boje 1932. bile su plava i bijela.
Tijekom Drugog svjetskog rata klub je igrao u Drugoj ligi Mađarske gdje mu je najveći uspjeh drugo mjesto.
Nakon Drugog svjetskog rata klub se natjecao u Subotičkoj ligi, a kasnije i u Srpskoj ligi. Izgradnja stadiona u Gradskom parku, gdje se i danas nalazi, počela je početkom 1930-ih godina. Godine 1974. dolazi do fuzije s FK „Panonija“ te nastaje FK „AIK Bačka Topola“.
Najveći uspjeh kluba predstavlja igranje u Drugoj saveznoj ligi SFRJ. Godine 1980., AIK je osvojio Vojvođansku ligu, čime je izborio plasman u Drugi savezni ligu – Zapad 1980./81.. U drugom rangu, AIK je proveo ukupno pet sezona (tijekom 1980-ih): četiri uzastopne, od 1980./81. do 1983./84. te sezonu 1985./86. Od 1986. do 1996., klub je proveo u trećem razredu natjecanja – Vojvođanskoj ligi, Međurepubličkoj ligi – Sjever, pa nakon raspada SFRJ, srpskoj ligi.
Nakon nekoliko sezona u zoni Vojvodine, klub se vraća u Srpsku ligu (treći rang) 1999. godine i u njemu ostaje sve do 2003. godine. Na kraju sezone 2002./03., zbog financijskih problema, AIK prestaje s radom. Seniorski tim prestaje s natjecanjima dok su mlađe kategorije i dalje funkcionirale.
Spajanjem s FK Bajša, 2005. godine klub se reformira i dobiva naziv FK Bačka Topola. Bačka Topola nastavlja natjecanje u Vojvođanskoj ligi – Sjever (četvrti rang natjecanja).
Generalni sponzor kluba je tvrtka SAT-TRAKT d.o.o. Bačka Topola. Predsjednik kluba je Sabolč Palađi. Izvršena su velika ulaganja u klub, prije svega od strane mađarskog nogometnog saveza u izgradnju i sređivanju stadiona, stabilizaciju prve momčadi i izgradnju akademije.
Krajem sezone 2016./17., rad i investicija daju rezultate odličnim igrama u prvenstvu. Nakon odustajanja Bratstva 1946., Apatina i Omladinca, klub, kao trećeplasirani, u Srpskoj ligi Vojvodine ulazi u Prvu ligu. U sezoni 2017./18. ostvarili su plasman na 4. mjestu Prve lige Srbije. Sljedeće sezone klub ostvaruje povijesni uspjeh osvajanjem prvog mjesta i plasmanom u Superligu Srbije. Na kraju sezone 2019./20. klub osvaja 4. mjesto i tako ostvaruje plasman u kvalifikacije za Europsku ligu.
Među poznatijim igračima koji su igrali za TSC spadaju Dušan Tadić, Nikola Žigić, Andrija Kaluđerović i Norbert Kenjveš.

## Stadion
Domaći teren TSC-a naziva se Gradski stadion koji može primiti do 4000 gledatelja. Izgradnja samog stadiona bila je završena 1930-ih. Godine 2017., TSC je objavio kako će započeti izgradnju novog stadiona. Iz istog razloga, sezone 2018./19. klub je igrao domaće utakmice na Gradskom stadionu u Senti, kao i u sezoni 2019./20. 

## Uspjesi
- Prva liga Srbije
Pobjednik: 2018./19.

- Bačka liga
Pobjednik: 2014./15.

- Vojvođanska liga – Sjever
Pobjednik: 1999./00., 2006./07.

## Unutarnje poveznice
- Bačka Topola